# Manewr Epleya
Manewr Epleya (lub zabieg Epleya lub manewr repozycyjny Epleya) – manewr stosowany w leczeniu łagodnego napadowego położeniowego zawrotu głowy (BPPV). Często wykonywany przez lekarza, ale może też być wykonywany przez pacjenta w domu. Manewr został opracowany wspólnie przez Dr. Johna Epleya i dr Dominika Hughesa.

## Wykonanie
Osoba leży na plecach przez 2 minuty, z głową odchyloną do tyłu poza leżanką i obróconą o 45° w stronę chorego ucha. Następnie przekręca głowę o 90° w stronę zdrowego ucha, co umożliwia przemieszczenie otolitów w kierunku ujścia kanału półkolistego. Kolejnym krokiem jest obrót ciała o 90° w tym samym kierunku, przy zachowaniu skrętu głowy, aż do pozycji, w której twarz jest skierowana w dół. Pozostaje w tej pozycji przez około 2 minuty, a następnie wraca do pozycji siedzącej, co umożliwia przemieszczenie otolitów do przedsionka. 
Zabieg ten przynosi zmniejszenie dolegliwości u około 50% osób cierpiących z powodu łagodnego napadowego położeniowego zawrotu głowy.